# Monumento de Nikola Tesla
El Monumento de Nikola Tesla (en azerí: Nikola Teslanın heykəli) es una estatua dedicada al científico Nikola Tesla, ubicada en Bakú, Azerbaiyán. Fue erigido en un parque en el cruce de la avenida Azadlig y la calle Suleiman Rahimov. Los autores del monumento son el escultor Omar Eldarov y el arquitecto Sanan Salamzade. El monumento está fundido en bronce. Su altura junto con el pedestal es de 3,3 metros.
La ceremonia de inauguración del monumento tuvo lugar el 8 de febrero de 2013. A la ceremonia asistieron el Presidente de Azerbaiyán, Ilham Aliyev, la primera dama de Azerbaiyán, Mehriban Aliyeva, el Presidente de Serbia, Tomislav Nikolić, y la primera dama de Serbia, Dragica Nikolić. En la ceremonia de apertura, los presidentes pronunciaron discursos.